# La Désirade

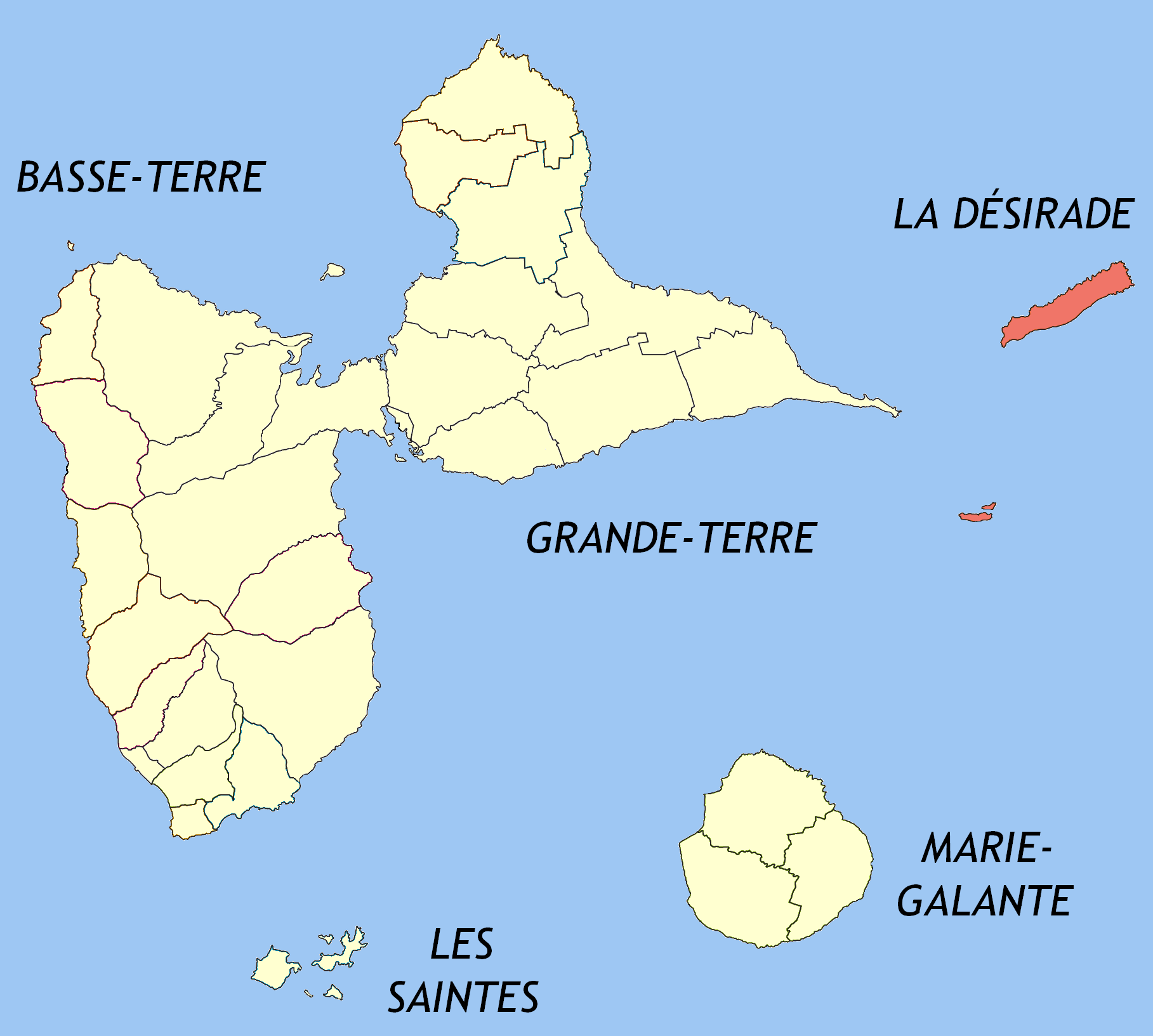
Ubicació de La Désirade dins de Guadalupe

La Désirade  (Dézirad en crioll) és un municipi francès, situat a Guadalupe, una regió i departament d'ultramar de França situat a les Petites Antilles. Comprèn l'illa del mateix nom. L'any 2006 tenia 1.595 habitants.

## Etimologia
El nom de Désirade és una adaptació al francès del català o espanyol 'desitjada', nom donat per Cristòfol Colom, essent aquesta illa la primera terra descoberta en el seu segon viatge, el 2 de novembre del 1493.

## Demografia
| 1.496                                      | 1.621 | 1.595 |
| Des de 1962: població sense dobles comptes |       |       |

## Administració
| Període   | Identitat       | Partit        |
| --------- | --------------- | ------------- |
| 1947-1971 | Anatole Eulalie |               |
| 1971-1977 | Jean Mimiette   |               |
| 1977-1991 | Mathias Maturin |               |
| 1991-2001 | Emmanuel Robin  |               |
| 2001-     | René Noël       | Divers gauche |

## Personatges vinculats
- La família de Thierry Henry n'és originària